# Lijst van staten in het Heilige Roomse Rijk (M)
Dit is een lijst van staten in het Heilige Roomse Rijk die beginnen met de letter M.
| Naam  | Type                       | Kreits                       | Bank | Gevormd         | Noten |
| ----- | -------------------------- | ---------------------------- | ---- | --------------- | --- |
| Meurs | leen graafschap vorstendom | Nederrijns-Westfaalse Kreits |      | 1186 - 1795     | 1250: leen binnen het graafschap Kleef 1376: verwerft graafschap Saarwerden 1380: verwerft de heerlijkheid Baer 1397: graafschap 1500: bij Nederrijns-Westfaalse Kreits 1705: vorstendom 1795: aangesloten bij frankrijk |
| Mark  | graafschap                 | Nederrijns-Westfaalse Kreits |      | Ca. 1175 - 1807 | Ca. 1175: afgescheiden van Hertogdom Berg 1243: verwerft Koningshof Unna 1388: verwerft heerlijkheid Ardey 1500: aan Nederrijns-Westfaalse Kreits 1807: aangesloten bij Groothertogdom Berg                              |

A · B · C · D · E · F · G · H · I · J · K · L · M · N · O · P · Q · R · S · T · U · V · W · Z

vrije keizerlijke steden · keizerlijke abdijen